# Massimo Bruno
Massimo Bruno (Boussu, 17 settembre 1993) è un calciatore belga di origini italiane, centrocampista svincolato.

## Carriera
Dopo aver esordito nella massima serie belga nel 2010 con lo Charleroi (1 presenza, la partita persa in casa 3-0 contro il Cercle Bruges), l'anno successivo passa all'Anderlecht. Con questa squadra esordisce anche in UEFA Champions League e segna anche un gol nella UEFA Champions League 2013-2014 contro il Benfica (partita in casa finita 3-2 per i lusitani).
Il 12 giugno 2014 si trasferisce al Salisburgo.

## Statistiche

### Presenze e reti nei club
Statistiche aggiornate al 21 maggio 2017.
| Stagione          | Squadra           | Campionato        | Campionato | Campionato | Coppe nazionali | Coppe nazionali | Coppe nazionali | Coppe continentali | Coppe continentali | Coppe continentali | Altre coppe | Altre coppe | Altre coppe | Totale | Totale | Totale |
| Stagione          | Squadra           | Comp              | Pres       | Reti       | Comp            | Pres            | Reti            | Comp               | Pres               | Reti               | Comp        | Pres        | Reti        | Pres   | Reti   |        |
| ----------------- | ----------------- | ----------------- | ---------- | ---------- | --------------- | --------------- | --------------- | ------------------ | ------------------ | ------------------ | ----------- | ----------- | ----------- | ------ | ------ | ------ |
| 2010-2011         | Charleroi         | D1                | 1          | 0          | CB              | -               | -               | -                  | -                  | -                  | -           | -           | -           | 1      | 0      |        |
| 2012-2013         | Anderlecht        | D1                | 25+8       | 6+1        | CB              | 5               | 1               | UCL                | 6                  | 0                  | SB          | 0           | 0           | 44     | 8      |        |
| 2013-2014         | Anderlecht        | D1                | 29+7       | 7+3        | CB              | 2               | 4               | UCL                | 3                  | 1                  | SB          | 1           | 1           | 42     | 16     |        |
| 2014-2015         | Salisburgo        | BL                | 24         | 6          | ÖC              | 4               | 1               | UCL+UEL            | 4+7                | 0+1                | -           | -           | -           | 39     | 8      |        |
| 2015-2016         | Lipsia            | ZL                | 24         | 2          | CG              | 2               | 0               | -                  | -                  | -                  | -           | -           | -           | 26     | 2      |        |
| ago. 2016         | Lipsia            | BL                | 1          | 0          | CG              | 0               | 0               | -                  | -                  | -                  | -           | -           | -           | 1      | 0      |        |
| Totale Lipsia     | Totale Lipsia     | Totale Lipsia     | 25         | 2          |                 | 2               | 0               |                    | -                  | -                  |             | -           | -           | 27     | 2      |        |
| ago. 2016-2017    | Anderlecht        | D1                | 23+5       | 3+1        | CB              | 2               | 0               | UEL                | 9                  | 2                  | -           | -           | -           | 39     | 6      |        |
| Totale Anderlecht | Totale Anderlecht | Totale Anderlecht | 97         | 21         |                 | 9               | 5               |                    | 18                 | 3                  |             | 1           | 1           | 125    | 30     |        |
| Totale carriera   | Totale carriera   | Totale carriera   | 147        | 29         |                 | 15              | 6               |                    | 29                 | 4                  |             | 1           | 1           | 192    | 40     |        |

## Palmarès

### Club

#### Competizioni nazionali
- Campionato belga: 3

Anderlecht: 2011-2012, 2013-2014, 2016-2017
- Supercoppa del Belgio: 3

Anderlecht: 2012, 2013, 2017
- Campionato austriaco: 1

Salisburgo: 2014-2015
- Coppa d'Austria: 1

Salisburgo: 2014-2015